# ¿Con quién se queda el perro?
¿Con quién se queda el perro? es el tercer álbum de estudio de los cantautores mexicanos Jesse y Joy el cual salió a la venta el 6 de noviembre de 2011. Fue grabado entre 2010 y 2011 en Londres con Martín Terefe y  como productor, quien ha trabajado con artistas como Jason Mraz, James Morrison, Craig David, entre otros.
Este álbum marca un cambio radical en el estilo musical del dúo, pues en este se encuentran canciones de pop y balada pop, alejándose así del pop rock de los anteriores discos. Es, al día de hoy, el álbum más exitoso de la carrera del dúo mexicano. Del álbum se desprenden sencillos exitosos como «Me voy», «¡Corre!», y «La de la mala suerte».
En noviembre de 2012, el álbum ganó cuatro galardones en los Grammy Latinos, incluyendo "Grabación del año", "Canción del año" con su tema «¡Corre!» y "Mejor Álbum Pop Vocal Contemporáneo" y "Mejor video musical Versión Corta" con su tema «Me voy».  El álbum recibió una nominación en los Grammy Awards a "Mejor Álbum Pop, Rock, Urbano Latino".
El 21 de febrero de 2012, se lanza la edición deluxe del álbum, incluyendo una versión del tema Imagine de John Lennon, y el sencillo «Llorar» junto a Mario Domm.

## Sencillos
- «Me voy» es el primer sencillo del disco el cual fue lanzado el 2 de septiembre de 2011. La canción reunió a grandes estrellas como Camilia, Reik, Paty Cantú, Noel Schajris, Denisse Guerrero y Sergio Vallin, entre otros, quienes prestaron su voz para los coros de esta canción.[12]

- «¡Corre!» es el segundo sencillo lanzado oficialmente por iTunes el 7 de octubre de 2011. Utilizado en las telenovelas La que no podía amar y Dulce amor.[13]

- El 16 de marzo de 2012, se confirma oficialmente por los mismos Jesse & Joy a través de su cuenta de Twitter, el tercer sencillo del álbum titulado «La de la mala suerte».[14]

## Lista de canciones
- Edición estándar

| ¿Con quién se queda el perro? |                                 |                             |          |  |
| N.º                           | Título                          | Escritor(es)                | Duración |  |
| 1.                            | «Aquí voy»                      | Jesse & Joy / Tommy Torres  | 3:07     |  |
| 2.                            | «¿Con quién se queda el perro?» | Jesse & Joy / Tommy Torres  | 3:08     |  |
| 3.                            | «Cómo no»                       | Jesse & Joy / Martin Terefe | 3:36     |  |
| 4.                            | «¡Corre!»                       | Jesse & Joy / Tommy Torres  | 4:48     |  |
| 5.                            | «Gotitas de amor»               | Jesse & Joy                 | 3:13     |  |
| 6.                            | «La de la mala suerte»          | Jesse & Joy                 | 4:11     |  |
| 7.                            | «Quiero que me quieras»         | Jesse & Joy                 | 3:01     |  |
| 8.                            | «Me llora el cielo»             | Jesse & Joy                 | 3:46     |  |
| 9.                            | «Tú mi poesía»                  | Jesse & Joy                 | 3:59     |  |
| 10.                           | «Veneno»                        | Jesse & Joy                 | 3:50     |  |
| 11.                           | «Me voy»                        | Jesse & Joy                 | 3:27     |  |
| 12.                           | «Me quiero enamorar»            | Jesse & Joy                 | 3:58     |  |

- Edición Deluxe

| ¿Con quién se queda el perro? - (Deluxe Edition) |                                                    |          |  |
| N.º                                              | Título                                             | Duración |  |
| 13.                                              | «Perfecta»                                         | 3:12     |  |
| 14.                                              | «Una en un millón»                                 | 3:42     |  |
| 15.                                              | «Llorar» (con Mario Domm)                          | 3:45     |  |
| 16.                                              | «¡Corre!» (The Warner Sound)                       | 4:45     |  |
| 17.                                              | «La de la mala suerte» (The Warner Sound)          | 4:08     |  |
| 18.                                              | «¿Con quién se queda el perro?» (The Warner Sound) | 4:45     |  |
| 19.                                              | «Nuevos recuerdos»                                 | 3:08     |  |
| 20.                                              | «Imagine» (Escrito por John Lennon)                | 3:11     |  |

| ¿Con quién se queda el perro? - (Deluxe Edition) |                                                    |              |          |  |
| N.º                                              | Título                                             | Escritor(es) | Duración |  |
| 13.                                              | «Llorar» (feat. Mario Domm)                        |              | 3:45     |  |
| 14.                                              | «La de la mala suerte» (feat. Pablo Alborán)       |              | 4:08     |  |
| 15.                                              | «¡Corre!» (The Warner Sound)                       |              | 4:45     |  |
| 16.                                              | «La de la mala suerte» (The Warner Sound)          |              | 4:08     |  |
| 17.                                              | «¿Con quién se queda el perro?» (The Warner Sound) |              | 3:10     |  |

## Posicionamiento
| Lista                               | Posición |
| ----------------------------------- | -------- |
| Estados Unidos (Latin Pop Albums)   | 2        |
| Estados Unidos (Latin Albums)       | 5        |
| Estados Unidos (Heatseekers Albums) | 24       |
| España (PROMUSICAE)                 | 19       |
| México (Top 100 México)             | 3        |

## Certificaciones
| País (organismo certificador) | Certificación      | Unidades certificadas |
| ----------------------------- | ------------------ | --------------------- |
| Argentina (CAPIF)             | 2x Platino (Latin) | 80 000                |
| Estados Unidos (RIAA)         | Platino (Latin)    | 100 000               |
| México (AMPROFON)             | 3x Platino         | 180 000               |